# كل الفتيات الجيدات يذهبن إلى الجحيم
«كل الفتيات الجيدات يذهبن إلى الجحيم» (بالإنجليزية: All the Good Girls Go to Hell) (بأسلوب مكتوب بأحرف صغيرة ) هي أغنية للمغنية وكاتبة الأغاني الأمريكية بيلي إيليش والأغنية المنفردة السادسة من ألبومها الاستوديو الأول، عندما ننام جميعًا، إلى أين نذهب؟ ‏ (2019). تم إصداره في 6 سبتمبر 2019، من خلال دارك روم وإنترسكوب ريكوردز. أغنية البوب "كل الفتيات الجيدات يذهبن إلى الجحيم" تغني فيها إيليش عن تغير المناخ. كتبت الأغنية مع منتجها، فينياس أوكونيل.
تلقت الأغنية مراجعات إيجابية بشكل عام من نقاد الموسيقى، حيث أشاد الكثيرون بالكلمات والإنتاج. وصلت إلى المركز 46 على قائمة بيلبورد هوت 100 الأمريكية والمركز 77 على قائمة الأغاني الفردية في المملكة المتحدة. وعلى الصعيد الدولي، وصلت الأغنية إلى المراكز الخمسة الأولى من بين أربع دول. حصلت الأغنية على العديد من الشهادات، بما في ذلك حصولها على شهادة البلاتين في الولايات المتحدة من قبل جمعية صناعة التسجيلات الأمريكية (RIAA).
تم إخراج الفيديو الموسيقي المصاحب بواسطة ريتش لي وتم تحميله على قناة إيليش على اليوتيوب في 4 سبتمبر 2019. ويظهر الفيديو إيليش وهي تسير على طريق مهجور، مغطاة بالكامل بالزيت، بينما تندلع النيران حولها. وحظي الفيديو بتعليقات إيجابية، حيث أشاد النقاد برسالة الفيديو حول تغير المناخ. قامت إيليش بالترويج لأغنية "كل الفتيات الجيدات يذهبن إلى الجحيم" من خلال أدائها على الهواء مباشرة في المهرجانات، بما في ذلك مهرجان كوتشيلا فالي للموسيقى والفنون (2019)، ومهرجان غلاستونبري (2019) بالإضافة إلى جولة إيليش عندما ننام جميعًا ‏ (2019) وإلى أين نذهب؟ ‏ جولة حول العالم ‏ (2020) و "أسعد من أي وقت مضى، الجولة العالمية ‏ " (2022).

## الخلفية والإصدار
في مقابلة مع فالتشر، قال شقيق إيليش، فينياس أوكونيل، والمعروف باسمه المسرحي فينياس، إن كلمات الأغنية تدور حول تغير المناخ، الله (كلمة)، والشيطان، بالإضافة إلى "فكرة أن البشر قد أحدثوا مثل هذه الفوضى في الكوكب في هذه المرحلة لدرجة أنهم يتحدثون مع بعضهم البعض مثل، "ماذا يحدث؟ لماذا فعلوا كل هذا؟" وشرح فينياس هذا في مقابلة مع إم تي في، قال إنه وإيليش اعتقدا أنه سيكون من الممتع كتابة أغنية من منظور الشيطان أو الإله، الذي سينظر إلى البشر ويشعر بخيبة أمل فيهم لتدميرهم الأرض. وتابع قائلاً إن نظرهم إلى الأسفل هو نتيجة لأفعال البشر. صرحت إيليش لهوارد ستيرن خلال مقابلة في برنامج هوارد ستيرن أن جوقة أغنية "كل الفتيات الجيدات يذهبن إلى الجحيم" تم كتابتها في عام 2016، بينما تم كتابة الباقي وتسجيله في عام 2018.
شاركت إيليش قصة على إنستغرام في 25 مارس 2020، تضمنت قائمة تشغيل لإلهامها للمسار، قائلة "يجب أن تراني في تاج ‏"، و"إدماني الغريب ‏"، و"كل الفتيات الجيدات يذهبن إلى الجحيم" نوعًا ما "ألهموا أنفسهم". في أبريل 2020، خلال بث مباشر على قناة فيريزون لمدة 50 دقيقة، شرحت إيليش معنى أغنية "كل الفتيات الصالحات يذهبن إلى الجحيم": "المعنى الأعمق للأغنية يتعلق بالاحتباس الحراري والإضراب المناخي وما هو مهم حقًا. هذه الأغنية تتحدث عن العالم ومحاولة إنقاذه، وعدم إيمان الناس بضرورة إنقاذه."
تم تأليف أغنية "كل الفتيات الصالحات يذهبن إلى الجحيم" بواسطة إيليش وفينياس، وكان الأخير يتولى الإنتاج. تم إتقان الأغنية بواسطة جون جرينهام ومزجها بواسطة روب كينيلسكي ‏، وكلاهما عمل أيضًا كموظفين في الاستوديو. تم إصدار أغنية "كل الفتيات الجيدات يذهبن إلى الجحيم" في ألبوم إيليش الأول عندما ننام جميعًا، إلى أين نذهب؟، باعتبارها المسار الخامس في 29 مارس 2019. تم إصدار الأغنية لاحقًا باعتبارها الأغنية السادسة للألبوم في 6 سبتمبر 2019، مصحوبة بإصدار فيديو موسيقي. بالإضافة إلى ذلك، قامت مجموعة يونيفرسال ميوزيك بإرسال الأغنية إلى تنسيق الراديو الإيطالي المعاصر ‏ في نفس اليوم. في أوائل شهر أكتوبر، أثر المسار على محطات الراديو البديلة والسائدة الأمريكية. تم إصدار قرص مرن وشريط للأغنية عبر الطلب المسبق ليتم شحنهما خلال الأسابيع الأربعة إلى الستة التالية. وقد جاءت الإصدارات مع نسخة رقمية واحدة تم تسليمها للعملاء في الولايات المتحدة عبر البريد الإلكتروني.

## التلحين والكلمات
وُصفت أغنية "كل الفتيات الجيدات يذهبن إلى الجحيم" بأنها أغنية بوب من قبل نقاد الموسيقى. أشار نيل زد. يونج من موقع أول ميوزيك إلى "نغمة الجهير المرحة" في الأغنية والتي نجحت في "إدخال بعض تأثيرات جي فانك إلى مدارها"، بينما ذكر روبرت كريستجاو من مجلة فايس أن الأغنية تتميز بـ"بيانو مائل". علق طاقم موسيقى إكسبرس جديدة بأن "كل الفتيات الجيدات يذهبن إلى الجحيم" "مدعومة بالبيانو المشرق ومركبات الصوت غير التقليدية والباس من فينياس في المقطع الثاني"، وقال جيسون ليبشوتز من بيلبورد إن "كلمات إيليش المتلعثمة حول الموت والرغبة تتأرجح فوق الإيقاعات المتدفقة للدفع". ذكر كريس دارفيل من موقع ستيريوغوم أن الأغنية "مبنية حول فكرة يتم إعادة تدويرها كثيرًا وهي أن اللعنة الأبدية يجب أن تكون وجهة أكثر إثارة للاهتمام من الملل خلف البوابات اللؤلؤية."
من الناحية الغنائية، ترى الأغنية إيليش تتخلى عن الجنة من أجل الجحيم: "لوسيفر الخاص بي وحيد". تسخر وتبتعد عن الجنة قائلة: "بوابات لؤلؤية [تبدو] أشبه بسياج خشبي" وتتجه نحو الجانب المظلم. تشير إيليش أيضًا إلى القديس بطرس، الذي هو حارس أبواب السماء. تشير أغنية "كل الفتيات الصالحات يذهبن إلى الجحيم" إلى الكاثوليكية، حيث أوضحت إيليش أن انحطاطها لن يعاقب عليه القديسون لأن "بيتر في إجازة، دعوة مفتوحة". صرحت تانيس سميثر من إيرميلك أن إيليش تمكنت من "السخرية من الشهرة والحلم الأمريكي بالإضافة إلى معاقبة البالغين الذين يبلغون ضعف عمرها وثلاثة أضعاف عمرها بسبب تغير المناخ، مشيرة إلى أنها تقول مازحة: "الرجل أحمق، لماذا ننقذه؟" كما تشير الكلمات صراحة إلى ارتفاع مستوى سطح البحر وحرائق الغابات في كاليفورنيا ‏، وكلاهما مرتبط بتغير المناخ.

## الاستقبال النقدي
حصلت أغنية "كل الفتيات الجيدات يذهبن إلى الجحيم" على مراجعات إيجابية في الغالب من نقاد الموسيقى. وصفت مادلين روث من قناة إم تي في الأغنية بأنها "جوهرة مرحة ومتلعثمة". اعتبر جون باريليس ‏ من صحيفة نيويورك تايمز الأغنية بمثابة مسار "ساخر، موسيقي". وصف كينيث ووماك من مجلة صالون الأغنية بأنها "ممتعة". قال كريستوفر ثيسن من كانسكونس أوف ساوند أن أغنية "كل الفتيات الجيدات يذهبن إلى الجحيم" هي واحدة من الأغاني الأساسية في ألبوم عندما ننام جميعًا، إلى أين نذهب؟ وأطلق عليها اسم "بانجر". كان لدى رويسن أوكونور، في مراجعته لصحيفة ذي إندبندنت، أفكار سلبية عن المسارات الأربعة الأولى من الألبوم، قائلاً "يستغرق الأمر حتى المسار الخامس – 'كل الفتيات الجيدات يذهبن إلى الجحيم' – حتى يكتسب الألبوم أي نوع من الزخم". في مجلة كلاش، وصفت ياسمين كوان عنوان الأغنية بأنه "مضلل" و"عبقري". صرح كاتب موقع ميوزك أو إم إتش جون مورفي أن أغنية إيليش "زاني" تحتوي على "ضباب مخدر مناسب [يجعلك] تتوق إلى أغاني الحفلات مثل "كل الفتيات الجيدات يذهبن إلى الجحيم"". في عام 2020، أدرجت صحيفة نيويورك تايمز الأغنية ضمن قائمة أفضل 10 أغاني حول تغير المناخ.
في مقال كتبه لمجلة موسيقى إكسبرس جديدة، أشاد توماس سميث بجوقة الأغنية، قائلاً إنها أثبتت أنها "جوهرة متألقة مع بيانو مرح وإيقاعات متقطعة". كتب ديفيد أوبي من هايسنوبيتي أن أغنية "كل الفتيات الجيدات يذهبن إلى الجحيم" "مليئة بالكلمات التخريبية التي تنتشر عبر الإيقاع". قام شون وارد، من موقع خط أفضل ملاءمة ‏، بمقارنة الأغنية بأغنية سبايس جيرلز "قلت لك سأكون هناك" (1996)، وفسرها على أنها نسخة "مسكونة" من الأخيرة. وأشار أيضًا إلى غناء إيليش المشوه "الذي يهمس باللحن الشرير لـ 'لوسيفر الخاص بي وحيد'" وأنها "تتنقل بسهولة بين الاستعارة الدينية والنزاعات في العلاقات، مستخدمة الاثنين لتعزيز السرد العام للمسار".
وصفتها ليبي توريس إنسايدر بأنها "جوهرة مطلقة"، قائلة إن "دعوة إيليش للانضمام إليها وإلى أصدقائها في الجحيم تبدو جذابة للغاية". وضع جولز ليفيفر، كاتب مجلة جنكي، الأغنية في المرتبة 16 على قائمته "كل أغاني بيلي إيليش مرتبة من الأسوأ إلى الأفضل"، قائلاً إن "الصور المسيحية المظلمة تناسب جماليات إيليش مثل القفاز الأسود" بينما علق على أن الأغنية "محبطة قليلاً بسبب الافتقار إلى التمايز في الإيقاع واللحن"، مما يجعلك "تأمل أن يرفعها شيء ما عن الأرض، لكن هذا لا يحدث أبدًا".

## الأداء التجاري
بعد إصدار أغنية عندما ننام جميعًا، إلى أين نذهب؟ ظهرت أغنية "كل الفتيات الجيدات يذهبن إلى الجحيم" لأول مرة وبلغت ذروتها في المرتبة 46 على قائمة بيلبورد هوت 100 الأمريكية. في الوقت نفسه، حطمت إيليش الرقم القياسي لأكبر عدد من الإدخالات المتزامنة في Hot 100 لفنانة. بعد إصدارها كأغنية إذاعية، وصلت الأغنية إلى المرتبة 20 على مخطط بيلبورد أفضل 40 أغنية رئيسية في الولايات المتحدة والمرتبة 15 على مخطط تصنيفات بيلبورد للولايات المتحدة. تم اعتماده كبلاتيني من قبل جمعية صناعة التسجيلات الأمريكية (RIAA)، مما يدل على مبيعات تعادل مليون وحدة في الولايات المتحدة بناءً على المبيعات والتدفقات.
في كاناديان هوت 100، وصلت أغنية "كل الفتيات الجيدات يذهبن إلى الجحيم" إلى المركز 19، وحصلت على شهادة البلاتين من موسيقى كندا (MC) لشحنات تزيد عن 80000 نسخة في كندا. بعد إصدارها كأغنية فردية، وصلت الأغنية إلى ذروتها في المرتبة 77 على مخطط الأغاني الفردية في المملكة المتحدة. تم اعتماده لاحقًا بالبلاتين من قبل صناعة التسجيلات الصوتية البريطانية (BPI) لبيعه أكثر من 600،000 وحدة في المملكة المتحدة. وصلت أغنية "كل الفتيات الجيدات يذهبن إلى الجحيم" إلى المراكز العشرة الأولى في أستراليا، واليونان، ونيوزيلندا. وقد بلغت ذروتها أيضًا ضمن المراكز الخمسة الأولى في لاتفيا، وليتوانيا، وسلوفاكيا، وإستونيا. حصلت الأغنية في النهاية على شهادة ذهبية من هيئة تسجيل الموسيقى النيوزيلندية (RMNZ) لشحنات تزيد عن 15،000 نسخة في نيوزيلندا.

## الفيديو الموسيقي

### الخلفية
في سبتمبر 2019، قامت إيليش بإثارة مقطع فيديو موسيقي لأغنية "كل الفتيات الجيدات يذهبن إلى الجحيم" بمقطع من صورة تقول "ألم تنتظري طويلاً بما فيه الكفاية؟". طلبت في إعلانها الترويجي الأخير من الأشخاص الموجودين في نيويورك التوجه إلى تايمز سكوير والتحقق من الشاشات في الساعة الرابعة. مساءا. تم إصدار الفيديو الموسيقي عبر قناة إيليش على اليوتيوب في اليوم التالي. تم إخراجه بواسطة ريتش لي وتم تصويره في لوس أنجلوس، كاليفورنيا. في منشور على موقع إنستغرام، تحدث مصمم الفيديو عن التصوير ومدى صعوبته. كشفت أن إيليش "عانت كثيرًا من أجل هذا الجمال، حيث كانت تتدلى من رافعة وتسحب أجنحة بطول 25 قدمًا مشبعة بالمخاط الأسود الذي يزن أكثر بكثير منها في لقطات طويلة ومؤلمة". وأضاف المصمم أن إيليش فكرت في المفهوم وبذلت الكثير من الجهد لفهمه بالكامل.
لاحظت إيل هانت من صحيفة الغارديان أن الفحص الدقيق للكلمات يشير إلى أن الأغنية (وبالتالي الفيديو الموسيقي) تشير إلى الاحتباس الحراري، وقد أشارت إيليش نفسها إلى هذا من خلال نشر ملاحظة شخصية في وصف الفيديو لحشد معجبيها لحضور الإضرابات المناخية العالمية في 20 و 27 سبتمبر، قبل ثلاثة أيام من قمة الأمم المتحدة للمناخ ‏ 2019 في مدينة نيويورك، بينما طلبت منهم أيضًا دعم إضرابات جيريتا ثونبرج المناخية. قالت إيليش: "هناك ملايين الناس حول العالم يتوسلون إلى قادتنا للاهتمام. ترتفع درجة حرارة أرضنا بمعدل غير مسبوق، وتذوب القمم الجليدية، وترتفع منسوب مياه محيطاتنا، وتُسمّم الحياة البرية، وتحترق غاباتنا." في سبتمبر 2020، أعلنت إيليش عن تمثال "كل الفتيات الصالحات يذهبن إلى الجحيم" بطول ست بوصات، ومُثبت عليه أجنحة شيطانية عملاقة. وقد أوضح موقعها الإلكتروني أن هذا التمثال كان في عبوة "صديقة للبيئة" والتي "تتحول أيضًا إلى عرض مجسم".

### الملخص
يبدأ الفيديو الموسيقي من حيث انتهى "دفن صديق ‏"، ويبدأ بلقطة لحقن تُستخدم لطعن ظهر إيليش من قبل فريق من العاملين في المجال الطبي. ينمو لها زوج من الأجنحة البيضاء العملاقة من ظهرها. عند محاولتها الطيران، سقطت إيليش من السماء وهبطت على الأرض في بقعة نفطية ضخمة، ترمز إلى التهديد بتدمير الحياة البرية عندما يلوث البشر البيئة. تتعثر، وتبدأ أجنحتها البيضاء وعيناها بالامتلاء بالزيت بينما تكافح للخروج من الحفرة.
تحاول التحرر من الزيت، لكنها تكافح من أجل القيام بذلك. تمكنت بصعوبة من الهروب من تسرب النفط وخرجت، وقد أصبح جسدها بالكامل وأجنحتها البيضاء الآن مغطاة بالزيت الأسود. تحدق إيليش في العالم في حالة من عدم التصديق وتبدأ في السير نحو طريق ترابي مهجور ذي إضاءة خافتة بينما يستمر تحولها. وبينما تستمر إيليش في السير على الطريق، تبدأ في ترك أثر من الزيت على الأرض، والذي سرعان ما يبدأ في الاشتعال. أجنحتها السوداء الآن تحترق أيضًا. لا تزال إيليش تتعثر بلا هدف على طول الطريق باتجاه الكاميرا. تعقد حاجبيها أمام الكاميرا ثم تستدير؛ أجنحتها الآن محترقة وتبدأ في الارتعاش. وتستمر الحرائق في الانتشار في جميع أنحاء المنطقة. ترقص صور ظلية للنساء في النيران حول إيليش، تمثل الأشخاص الذين لا يهتمون بالاحتباس الحراري العالمي، بينما تمشي بمفردها في الليل.

### الاستقبال
كتب ديريك روسينول من أبروكس أن الصورة "مليئة بالنار والظلام". قالت لورين ريريك، الكاتبة في مجلة فوغ للمراهقين، إن الأغنية "قد ينافس مقطع الفيلم الدعائي لفيلم إت: الفصل الثاني باعتباره أكثر شيء مرعب رأيناه على الإطلاق". وصفت بريتاني سبانوس من مجلة رولينج ستون الصورة بأنها "نارية"، بينما وصفها كل من تري ألستون من قناة إم تي في وكارولين تويرسكي من قناة سفنتين بأنها "مخيفة". في مراجعته لمجلة الصحافة البديلة، وصف أليكس داروس الفيديو بأنه "مثير للاشمئزاز إلى حد ما". في مقال لها في مجلة مكبس ساخن ‏، وصفت سيلينا جوينجلينج الأغنية بأنها "مخيفة" و"مظلمة" و"خارجة هذا العالم". صرحت مارينا دوبين من موقع بستيل أن الفيديو "أكثر من مجرد فيديو موسيقي". بروك ثيسن من صرخ! كتب أن الصورة "مظلمة بشكل لا يصدق". وصفت ساد سبنس إليت دايلي الأغنية بأنها "غريبة" و"مرعبة"، بينما أشادت بالفيديو الموسيقي ووصفته بأنه "صورة مظلمة تمامًا للكلمات الجهنمية التي تبدو وكأنها تتحدث عن عدم قدرة الإنسان على التصرف بشكل صحيح". وصفت كاترينا ناتريس من أي هارت راديو الفيديو بأنه "كابوسي". تم ترشيح الفيديو الموسيقي في جوائز إم تي في لأغاني الفيديو الموسيقية لعام 2020 ‏ لجوائز أفضل تصوير سينمائي ‏، وأفضل مؤثرات بصرية، وفيديو جيد.

### الاعتمادات والموظفين
الاعتمادات مقتبسة من برومونيوز.

#### شركات الإنتاج
- استوديوهات درايف – شركة إنتاج
- تحرير المنفى – شركة ما بعد الإنتاج
- لواء الصوت – مزيج الصوت

#### الموظفين
- ريتش لي (مخرج)
- مايكل أنجيلوس (منتج)
- جاستن دينر (منتج منفذ)
- مايكل شورز (منتج ما بعد الإنتاج)
- كريستوفر بروبست (مدير تصوير)
- براندون مينديز (مدير إنتاج)
- دينيس إيفارسون (مساعد مخرج)
- كايوتي بيسانتي (مساعد مخرج)
- كريستيان كوريو (مصمم ديكور)
- روبي دنكان (أدوات)
- سامانثا بوركهارت (مصممة أزياء)
- تامي يي (مصممة شعر)
- روب رامسي (مصمم مكياج)
- هاني آيزن (مؤثرات بصرية)
- آري روبنز (كاميرا ستيديكام)
- ريتش لي (مشرف مؤثرات بصرية)
- لويز لي (عضوة في فريق المؤثرات البصرية)
- أنيكا موريس (عضوة في فريق المؤثرات البصرية)
- جين ديلوني (عضوة في فريق المؤثرات البصرية)
- كيسي بين (عضوة في فريق المؤثرات البصرية)
- كلارك جاكسون (عضوة في فريق المؤثرات البصرية)
- شون ستروبل (عضوة في فريق المؤثرات البصرية)
- بن ثرونبورغ (عضوة في فريق المؤثرات البصرية)
- غرانت سورمي (محرر)
- داستن زيمرمان (مساعد تحرير)
- كريستوفر بروبست (مصمم ألوان)
- جيفون ديسماك (مصمم ديكور)
- ليلان بيرنر (مصمم أجنحة)
- بريتاني ماكنيل (مصمم عدسات لاصقة)
- كريج روزاليس (مصمم نافورة)
- رينيه ديامانتي (مصمم ألعاب نارية)
- كريس مور (مصمم لهب)
- كريس دي كريستو (مصمم لهب)

## العروض الحية والاستخدامات الأخرى
للترويج لأغنية "كل الفتيات الجيدات يذهبن إلى الجحيم"، قدمتها إيليش في مهرجان كوتشيلا فالي للموسيقى والفنون في أبريل، وفي مهرجان غلاستونبري في يونيو، وفي بوكيلبوب في أغسطس 2019. تم تضمين الأغنية في قائمة جولة أغاني إيليش عندما نستيقظ جميعًا 2019. في سبتمبر 2019، قدمت إيليش وفينياس الأغنية في برنامج هوارد ستيرن. قدمت الأغنية في حفل توزيع جوائز الموسيقى الأمريكية لعام 2019 ‏ في 24 نوفمبر، مما جعلها أول أداء لها على الإطلاق في حفل توزيع الجوائز. بدأ المغني بالجلوس، وهو يهمس بمقدمة الأغنية بينما كان فينياس يعزف على البيانو. انتقل فينياس بعد ذلك إلى العزف على الجيتار بينما قفزت إيليش وبدأت بالرقص حول المسرح، على خلفية من النيران. وعندما انتهى العرض، حدقت إيليش في الكاميرا وأخرجت لسانها بينما كان المسرح يحترق بالنيران. أصدرت إيليش نسخة صوتية من أغنية "كل الفتيات الجيدات يذهبن إلى الجحيم" كجزء من ألبومها المباشر مباشر في تسجيلات الرجل الثالث ‏ في 6 ديسمبر 2019. في نفس الشهر، قدمت إيليش أغنية "كل الفتيات الجيدات يذهبن إلى الجحيم" في مسرح ستيف جوبز ‏ في حفل توزيع جوائز أبل ميوزك السنوي الأول بعد فوزها بجائزة فنان العام. وقد تم تضمين الأغنية أيضًا في قائمة أغانيها لعام 2020 إلى أين نذهب؟ ‏ جولة حول العالم ‏. في أبريل من ذلك العام، قدمت إيليش وفينياس الأغنية خلال البث المباشر على قناة فيريزون لمدة 50 دقيقة. تم استخدام الأغنية في المقطع الدعائي لفيلم القديسة مود ‏ لعام 2019، وظهرت في لعبة الإيقاع جاست دانس 2021 لعام 2020.

## الاعتمادات والموظفين
الاعتمادات المقتبسة من تايدال والملاحظات الداخلية لكتاب عندما ننام جميعا، إلى أين نذهب؟.
- بيلي إيليش – غناء وكاتب أغاني
- فينياس أوكونيل – عازف الجيتار، البيانو، برمجة الطبول، أجهزة التوليف، المنتج، كاتب الأغاني
- جون جرينهام – مهندس الماسترينغ، موظفو الاستوديو
- روب كينيلسكي  [لغات أخرى]‏ – خلاط، موظفو الاستوديو
- كيسي كوايو – مساعد خلاط، موظفو الاستوديو

## تاريخ الإصدار
| المنطقة          | التاريخ       | التنسيقات                                              | الإصدار | التسميات                   | م.            |
| ---------------- | ------------- | ------------------------------------------------------ | ------- | -------------------------- | ------------- |
| إيطاليا          | 6 سبتمبر 2019 | البث الإذاعي                                           | الأصل   | مجموعة يونيفرسال الموسيقية | [ 9 ]         |
| الولايات المتحدة | 1 أكتوبر 2019 | راديو بديل [الإنجليزية]                                | الأصل   | دارك روم إنترسكوب ريكوردز  | [ 10 ]        |
| الولايات المتحدة | 2 أكتوبر 2019 | أغاني الراديو المعاصرة الناجحة [الإنجليزية] تنزيل رقمي | منوع    | دارك روم إنترسكوب ريكوردز  | [ 81 ]        |
| الولايات المتحدة | 8 أكتوبر 2019 | أغاني الراديو المعاصرة الناجحة                         | الأصل   | دارك روم إنترسكوب ريكوردز  | [ 11 ]        |
| الولايات المتحدة | 6 نوفمبر 2019 | شريط سمعي تنزيل رقمي القرص المرن                       | الأصل   | دارك روم إنترسكوب ريكوردز  | [ 13 ] [ 12 ] |

## الملاحظات
1. ↑  تم إصدار نسختين من الأغنية من خلال برنامج الوصول الكامل، وأطلق عليها اسم "تعديل/مقدمة خطافية" و"تعديل/بدون مقدمة خطافية"